# Lisa Fissneider
Lisa Fissneider (Bolzano, 1 de octubre de 1994) es una deportista italiana que compitió en natación. Ganó una medalla de bronce en el Campeonato Europeo de Natación en Piscina Corta de 2010, en la prueba de 4 × 50 m estilos.

## Palmarés internacional
| Campeonato Europeo en Piscina Corta | Campeonato Europeo en Piscina Corta | Campeonato Europeo en Piscina Corta | Campeonato Europeo en Piscina Corta |
| Año                                 | Lugar                               | Medalla                             | Prueba                              |
| ----------------------------------- | ----------------------------------- | ----------------------------------- | ----------------------------------- |
| 2010                                | Eindhoven (Países Bajos)            | Medalla de bronce                   | 4 × 50 m estilos                    |